# Old Time Relijun
Old Time Relijun to amerykański zespół rockowy z Olympia, nagrywający dla K Records. Członkami grupy są Germaine Bacca na perkusji, Aaron Hartman na kontrabasie, Ben Hartman na saksofonach i wokalista Arrington de Dionyso, grający ponadto na gitarze elektrycznej i klarnecie basowym. Nazwa zespołu pochodzi od jednej z piosenek Captain Beefheart.

## Dyskografia
- 1997 Songbook Vol. I (Pine Cone Alley) CD
- 1997 „Casino” on Overboard compilation (YOYO)
- 1997 „Siren” on Selector Dub Narcotic compilation (K)
- 1998 „Qiyamat” on KAOS Theory compilation (Cottleston Pie/Mayonaisse)
- 1998 „Jail” b/w „Office Building” 7”
- 1999 Uterus and Fire CD/LP (K)
- 1999 „Giant Boat” video on the Blackeye Video compilation
- 2000 La Sirena de Pecera CD/LP (K)
- 2000 „Sabertooth Tyger-Distorted Version” on the Hootnholler compilation
- 2001 Witchcraft Rebellion CD/LP (K)
- 2001 „King of Nothing” b/w „drum n bass” 7” (tour-only by Wallace Records)
- 2003 Varieties of Religious Experience CD (K)
- 2003 Neon Meate Dream of an Octafish: A Tribute to Captain Beefheart & His Magic Band (track „Wild Life”)
- 2004 Lost Light CD/LP (K)
- 2005 2012 CD (K)
- 2007 Catharsis in Crisis CD/LP